# Mitopus bidentatus
Espèce
Synonymes
- Parodiellus bidentatus Morin, 1934

Mitopus bidentatus est une espèce d'opilions eupnois de la famille des Phalangiidae.

## Distribution
Cette espèce est endémique d'Ukraine. Elle se rencontre en Podolie.

## Systématique et taxinomie
Cette espèce a été décrite sous le protonyme Parodiellus bidentatus par Morin en 1934. Elle est placée dans le genre Mitopus par Staręga en 1978.

## Publication originale
- Morin, 1934 : « Матеріали до фауни Opiliones-косарів України - Materialy do fauny Opiliones-kosariv Ukrayiny. » Труди Зоологічного науково-дослідчого інституту - Trudy Zoologo-biologichnogo Institutu, p. 11–38.